# Baru (Faturasa)
Baru ist eine osttimoresische Siedlung im Suco Faturasa (Verwaltungsamt Remexio, Gemeinde Aileu).

## Geographie und Einrichtungen
Das Dorf Baru liegt im Nordwesten der Aldeia Raemerhei, auf einem Bergrücken in einer Meereshöhe von 921 m. Eine Piste durchquert das Dorf, die es im Osten mit Raemerhei lama und im Westen mit Terlete verbindet. Im nördlich gelegenen Tal verläuft der Lohun, im südlichen entspringt ein Nebenfluss des Sulinsorei. Beide Flüsse sind Teil des Systems des Nördlichen Laclós.
In Baru befindet sich eine Grundschule.